# 上庫爾姆

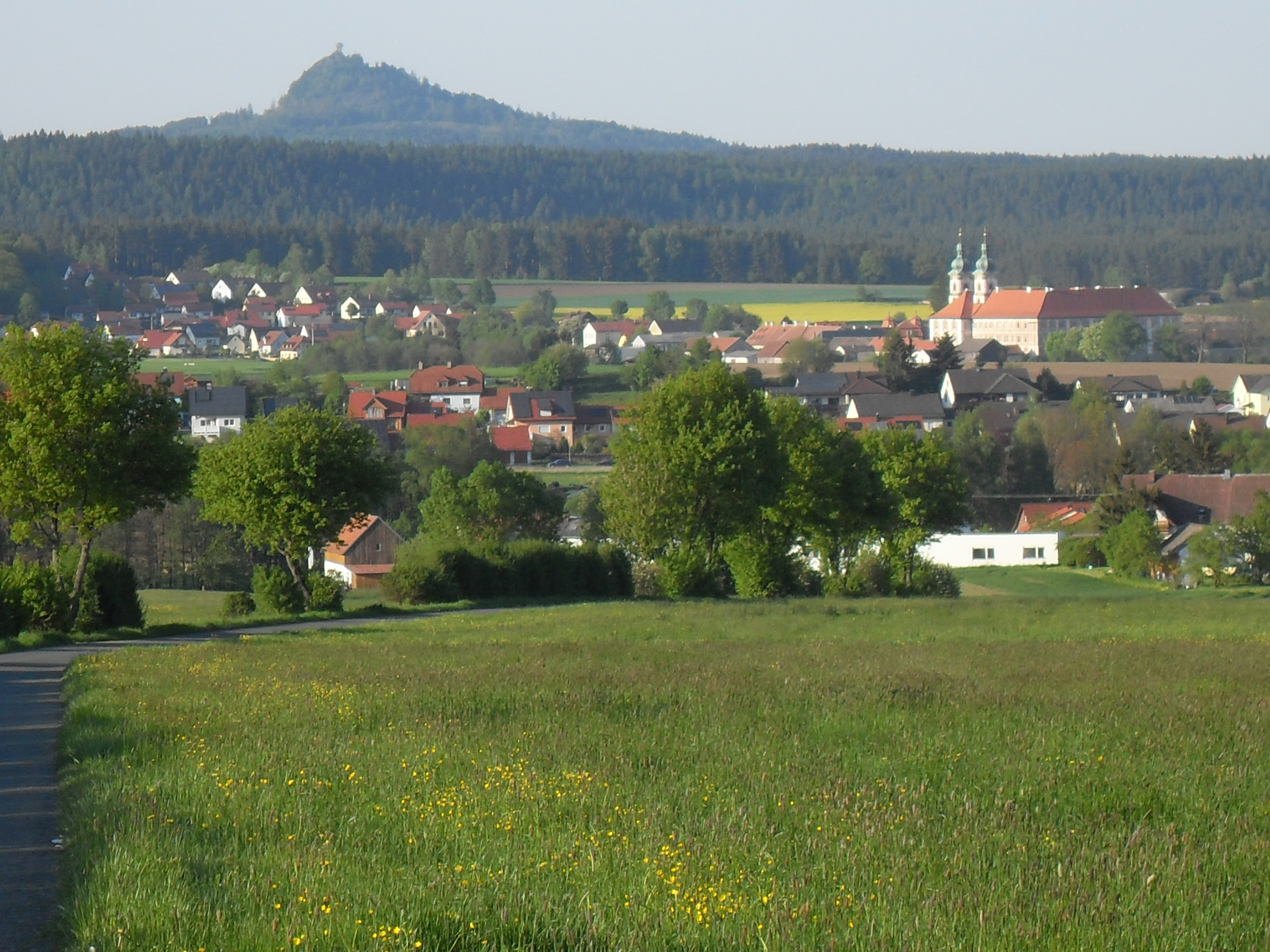

上庫爾姆是瑞士的城鎮，位於該國北部，由阿爾高州負責管轄，面積9.41平方公里，海拔高度476米，2012年人口2,491，六成人口信奉基督教，人口密度每平方公里265人。